# Nycz (herb szlachecki)
Nycz – herb szlachecki.

## Opis herbu
W polu niebieskim podkowa na opak srebrna, z krzyżem kawalerskim w środku złotym.
Klejnot – kruk ze złotym pierścieniem w dziobie.

## Herbowni
Nycz